# Orinda
Orinda város az Amerikai Egyesült Államok Kalifornia államában, Contra Costa megyében. Lakosainak száma 19 514 fő (2020. április 1.).

## Népesség
A település népességének változása:
| Lakosok száma | 17 643 | 18 342 | 19 514 |
|               | 2010   | 2012   | 2020   |